# Allium platyspathum
Espèce
Synonymes :
- Allium amblyophyllum Kar. & Kir.
- Allium platyspathum var. majus Ledeb.
- Allium alataviense Regel

Allium platyspathum est une espèce de plante bulbeuse vivace asiatique du genre Allium de la famille des Amaryllidacées. Il a été signalé au Xinjiang, en Afghanistan, au Kazakhstan, au Kirghizistan, en Mongolie, dans le Kraï de l'Altaï , au Tadjikistan, en  Ouzbékistan, et au Pakistan. Il pousse dans des endroits humides à des altitudes de 1 900 à 3 700 m,,,.
Il a comme variétés reconnues, :
- Allium platyspathum subsp. amblyophyllum (Kar. & Kir.) N.Friesen  hampe de 40–100 cm de long, fleurs roses ; feuilles de 10–20 mm de large - Xinjiang, Afghanistan, Kazakhstan, Kirghizistan, Mongolie, Kraï de l'Altaï
- Allium platyspathum subsp. platyspathum hampe atteignant 25 cm de long ; fleurs lilas, feuilles de moins de 8 mm de large - Xinjiang, Afghanistan, Kazakhstan, Kirghizistan, Mongolie, Kraï de l'Altaï ,  Tadjikistan, Ouzbékistan, Pakistan

et anciennement inclus
Allium platyspathum var. falcatum Regel,  maintenant appelé Allium carolinianum Redouté

## Description
Allium platyspathum forme généralement un bulbe solitaire ou rarement apparié, cylindrique à ovoïde-cylindrique, de 1 à 2 cm de diamètre ; la tunique est grise noirâtre à noire, finement papyracée, se décomposant rapidement. Les feuilles sont largement linéaires, plus courtes à légèrement plus longues que la hampe, larges de 2 à 17 mm, plates, à sommet obtus ou progressivement aigu. La hampe florale  mesure jusqu'à 100 cm de haut. cylindrique, couverte de gaines foliaires seulement à la base ou sur un tiers ou la moitié de sa longueur L'ombelle est hémisphérique à globuleuse, densément fleurie. roses ou lilas,. L'ovaire  est subglobuleux, à nectaires concaves à la base. La floraison a lieu de juin à août. Le nombre de chromosomes est 2n = 16.
Bulbe solitaire ou rarement apparié, cylindrique à ovoïde-cylindrique, de 1--2 cm de diamètre ; tunique gris noirâtre à noire, finement papyracée, se décomposant rapidement ; couches internes lilas grisâtre ou blanc rosé clair, membraneuses. Scape de 10--60(--100) cm, . Spathe à 2 valves, persistante ; bec très court. Ombelle  Pédicelles subégaux, égalant 2 × la longueur du périanthe, ébractéolés. Périanthe rose ou lilas rosé; segments lancéolés à linéaires-lancéolés, de 6--8 × 1,5--2 mm ; les intérieurs légèrement plus longs que les extérieurs. Filaments 1--1,5 × aussi longs que les segments du périanthe, connés à la base et adnés aux segments du périanthe.
Lisières forestières, prairies subalpines ou alpines, pentes caillouteuses, bords de rivières; 1900--3 700 m. Xinjiang [Afghanistan, Kazakhstan, Kirghizistan, Mongolie, Russie, Tadjikistan, Ouzbékistan.